# Голубинка
Голубинка је јама у селу Шурманци у Херцеговини. Од отвора до првог подијума јама је дубока 30 метара, од првог подијума јама се простире у ширину и дубину и до 120 метара.

## Историја
У току Другог свјетског рата, у овој јами нашло је смрт од 530 до 550 Срба, махом жена и дјеце. Највећи број убијених је из села Пребиловци. На суђењу злочинцима, усташама НДХ, доказано је да је само из Пребиловаца у јами смрт нашло 600 жена и дјеце. Комунистичке власти јаму су 1962. године забетонирале.
У близини јаме у предвечерје 24. јуна 1981. године дјеци из Међугорја наводно се јавила дјевица Марија. На захтјев родбине жртава јаме је отворена 1990. године, а мошти жртава пренесене у крипту спомен-цркве у Пребиловце. У рату 1992-1995. црква у Пребиловцима је срушена, а село запаљено у борбеној акцији Хрватске војске и ХВО којом је командовао генерал Јанко Бобетко.